# Савала, Хуан де
Маркиз Хуан де Савала-и-де-ла-Пуэнте (исп. Juan de Zavala y de la Puente; 27 декабря 1804, Лима — 29 декабря 1879, Мадрид) — испанский военный и государственный деятель, генерал-капитан (фельдмаршал; 1874), премьер-министр (1874), сенатор.

## Биография
Родился в 1804 году в Лиме, Вице-королевство Перу, в семье офицера испанской армии, аристократа Педро Хосе де Савалы-и-Браво, маркиза де Сан-Лоренцо. Провёл детство в Лиме. В 1818 году вступил в драгунский полк, дислоцированный в том же городе. Когда в 1821 году в Перу началось восстание против Испании, Хуан с отцом на корабле отправился в Испанию, чтобы доложить о событиях королю. Однако их корабль был перехвачен аргентинским фрегатом сторонников независимости, после чего отец и сын Савала оставались в плену до следующего года. 
После того, как Перу в 1825 году окончательно провозгласило независимость, Хуан вместе с отцом вернулись в Испанию. В Испании Савала-старший был награждён за свою верность испанскому королю, а его сын был зачислен младшим лейтенантом в полк Королевской гвардии.
Во время Первой карлистской войны, Хуан де Савала, как надёжный офицер, приказом Херонимо Вальдеса был зачислен в штаб королевской армии (1833). В качестве штабного офицера, непосредственно участвовал в подготовке Оньятского договора, который королевский военачальник Бальдомеро Эспартеро в 1839 году заключил с военачальником карлистов Рафаэлем Марото, и который позволил положить конец войне.
В дальнейшем, Хуан де Савала, неуклонно продвигаясь по службе, занимал ряд ключевых государственных должностей: морского министра (дважды: 1860—63; 1865—66), военного  министра (дважды; 1872 и 1874) и, наконец, премьер-министра Испании (конец февраля — начало сентября 1873; часть времени сочетал эту должность с должностью военного министра). С 1874 года — генерал-капитан (фельдмаршал; 1874).
С 1839 года Хуан де Савала был женат на Марии дель Пилар де Гусман-и-де-ла-Серде, наследнице чрезвычайно старинного рода, 24-й (!) герцогине де Нахере в собственном праве. Их старший сын унаследовал герцогский титул матери, вместе с прочими титулами матери и отца. 
В то же время, брат Хуана де Савала, Торибио Савала, в конечном итоге остался в Перу, поддержав республиканцев. В 1866 году Испания, в ходе Первой Тихоокеанской войны, предприняла попытку вернуть себе контроль над частью прежних колоний в Южной Америке. 2 мая испанский флот обстреливал перуанский порт Кальяо. Ему отвечали береговые батареи, среди офицеров которых находились полковник перуанской службы Торибио Савала и его сын, Торибио-младший, армейский капитан. Оба были ранены в ходе сражения, причём Торибио-старший скончался от ран восемь дней спустя. 
Хуан де Савала скончался в 1879 году в Мадриде.